# Andreas Zierl
Andreas Zierl (* 12. Januar 1961 in Heidelberg) ist ein deutscher Altphilologe.

## Leben
Nach dem Abitur am humanistischen Karl-Friedrich-Gymnasium in Mannheim 1980 studierte er von 1980 bis 1987 klassische Philologie, Geschichte und Philosophie an den Universitäten Würzburg, Tübingen und München. Im Herbst 1986 legte er das erste Staatsexamen in den Fächern Griechisch und Latein und im Frühjahr 1987 im Fach Geschichte ab. Mit einer Arbeit über Affekte in Tragödie und Tragödientheorie. Orestie, Oidipus Tyrannos und die Poetik des Aristoteles wurde er 1990 promoviert. Von 1991 bis 1993 war er wissenschaftlicher Mitarbeiter am Institut für Klassische Philologie der Universität München im Forschungsprojekt Vorsokratisches Denken. Von Wintersemester 1991 bis Sommersemester 1995 hatte er an dieser Hochschule einen Lehrauftrag am Institut für Klassische Philologie. Das Referendariat in den Fächern Griechisch, Latein und Philosophie absolvierte er von 1993 bis 1995. 1995 erwarb er das erste Staatsexamen im Fach Philosophie und zweites Staatsexamen in den Fächern Griechisch, Latein und Philosophie. Von Wintersemester 1995 bis Sommersemester 2001 war er wissenschaftlicher Assistent am Institut für Klassische Philologie der Universität München am Lehrstuhl von Ernst Vogt. Er lehrte am Ignaz-Günther-Gymnasium in Rosenheim (2001–2004) seit April 2003 als Studienrat und am Riemenschneider-Gymnasium Würzburg (2004–2009). Seit 2009 ist er am Deutschhaus-Gymnasium Würzburg als Oberstudienrat für Latein, Geschichte, Philosophie und Altgriechisch tätig. Nach der Habilitation für Klassische Philologie im Dezember 2010 an der Technischen Universität Dresden mit einer Studie mit dem Titel Wort und Gedanke. Zur Kritik sprachlicher Vermittlung bei Platon und Plotin lehrt er dort als Privatdozent.

## Schriften (Auswahl)
- Affekte in der Tragödie. Orestie, Oidipus Tyrannos und die Poetik des Aristoteles. Akademie-Verlag, Berlin 1994, ISBN 3-05-002641-3 (zugleich Dissertation, München 1990).
- Alexander von Aphrodisias, Über das Schicksal (= Collegia. Philosophische Texte). Akademie-Verlag, Berlin 1995, ISBN 3-05-002303-1.
- Pensiero e parola in Plotino (= Memorie dell’Istituto Italiano per gli Studi Filosofici. Band 30). Bibliopolis, Neapel 2006, ISBN 88-7088-494-5.
- Wort und Gedanke. Zur Kritik sprachlicher Vermittlung bei Platon und Plotin (= Beiträge zur Altertumskunde. Band 322). De Gruyter, Berlin u. a. 2013, ISBN 3-11-030317-5 (zugleich Habilitationsschrift, Dresden 2010).